# Camillo Innocenti

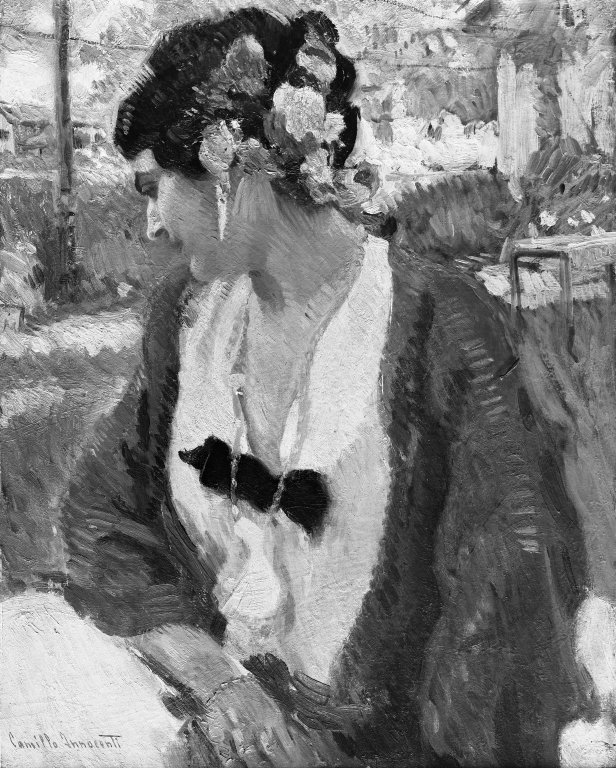
Lo scialle verde, Brooklyn Museum.

Camillo Innocenti était un peintre italien né le 14 juin 1871 et mort le 4 janvier 1961.